# 삼안교통
삼안교통(三安交通)은 부산광역시 동구에 위치한 마을버스 운송 업체이다. 대표이사는 이경구이다. 계열사로는 서구에 위치하고 있는 삼경여객이 있다.

## 차고지
부산광역시 동구 안창로 83 (범일동) (동구1번,동구1-1번 시종착)

## 노선 목록
- 동구1번 : 안창마을-동구종합복지회관-보각사-안창삼거리-삼화약국-범일삼거리-범일초등학교-서광교회-아름빌아파트-부산범천교회-경남아파트-부산진초등학교-중앙가스(네오스포)-혜화사관학원-범천동, 범내골역-부산범천교회-아름빌아파트-범일초등학교-범일삼거리-삼화약국-안창삼거리-보각사-동구종합복지회관-안창마을
- 동구1-1번 : 안창마을-동구종합복지회관-보각사-안창삼거리-삼화약국-범일삼거리-범일초등학교-서광교회-아름빌아파트-부산범천교회-범내골역-중앙시장-현대백화점-범일역1번출구-부산진시장-보급창-대양산업-부산슈퍼-범일5동주민센터-남해지방해양경찰서-대한제분-범일5동주민센터-부산슈퍼-대양산업-부산진시장-부산은행본점-국민은행-자유시장-좋은문화병원-범일역(아리따움진시장점)-진시장입구-한성기린아파트-부산범천교회-아름빌아파트-서광교회-범일초등학교-범일삼거리-삼화약국-안창삼거리-보각사-동구종합복지회관-안창마을

## 주요 운행 차종
- 현대자동차 - e-카운티, 뉴 카운티

## 같이 보기
- 삼경여객